# Richard Ogilvie
Richard Buell Ogilvie, né le 22 février 1923 à Kansas City (Missouri) et mort à Chicago (Illinois) le 10 mai 1988, est un avocat et homme politique américain, membre du Parti républicain et gouverneur de l'État de l'Illinois de 1969 à 1973.